# حادث يشيلوفا
حادث يشيلوفا يشير إلى موقف مسلح مزعوم وقع في أبريل 1991 بين قوات المارينز الملكية البريطانية والقوات المسلحة التركية في مخيم للاجئين في يشيلوفا (وهي مدينة صغيرة في تركيا بالقرب من حدود العراق وإيران.

## الخلفية
في مارس 1991 مع انتهاء الأعمال العدائية بين قوات التحالف والجيش العراقي سعى الرئيس العراقي صدام حسين إلى القضاء على المتمردين الشيعة والأكراد الذين كانوا متمردين ضد نظامه. تمكن صدام من إخماد التمرد بجهد ضئيل لكنه واصل اضطهاد الأكراد في شمالي العراق. نزح الآلاف من المدنيين الأكراد والأشوريين ومعظمهم وجدوا المأوى في مخيمات اللاجئين في تركيا. على الرغم من أن قوات التحالف اختارت في نهاية المطاف عدم التدخل ضد الحملة إلا أنها قامت بجهود إغاثة إنسانية ضخمة للمساعدة على الأقل في التخفيف من محنة اللاجئين.

## الحادث
بحسب الصحفي البريطاني روبرت فيسك فإنه المراسل الوحيد الذي قدم في أبريل 1991 تقريرا عن قيام وحدة مشاة بحرية بريطانية تتألف من نحو ثلاثين رجلا بتوزيع إمدادات الإغاثة على ثلاث آلاف كردي وآشوري في يشيلوفا تحت مراقبة الجيش التركي لكنهم وجدوا أنفسهم في مواجهة مباشرة مع الأتراك. بدلا من التعاون مع مشاة البحرية البريطانية في توزيع الإغاثة فقد اتهم الجنود الأتراك بسرقة البطانيات وبياضات السرير والدقيق والطعام بما في ذلك ستين صندوقا من المياه المخصصة للاجئين مما أجبر المارينز على التدخل. طلب مشاة البحرية البريطانية نقل اللاجئين إلى خارج البلاد وهو طلب رفضه القائد التركي المحلي. وبالتالي اضطر جنود المارينز إلى إعادة الإمدادات إلى مروحياتهم لمنع المزيد من النهب ولكنهم واجهوا أيضا معركة محتملة ضد القوات التركية. في 29 أبريل وصلت مجموعة من المسؤولين الدبلوماسيين وعملاء وكالة المخابرات المركزية التابعة لسفارة الولايات المتحدة في أنقرة إلى يشيلوفا للمساعدة في نزع فتيل الوضع. وجد الباحثون أن العديد من الأمراض بما في ذلك حالات الإسهال الحاد والكوليرا قد انتشرت بين المدنيين في المخيم وأن اللاجئين قد حرموا من الخدمات الطبية من قبل الجيش التركي.
قدم فيسك مقالا لصحيفة ذي إندبندنت في 30 أبريل من ديار بكر واصفا المواجهة بين قوات المارينز الملكية والجنود الأتراك. أثار تقرير فيسك السلطات التركية التي احتجزته في ديار بكر. نددت وزارة الخارجية التركية ورئيس أركان الجيش الجنرال دوغان غوريس بمقالة فيسك مدعيا بأنه «دعاية مبرمجة ومخططة». تم استجوابه ولكن أطلق سراحه ثم طرد من تركيا. تكهن فيسك بأن حاكم ديار بكر قام بتلفيق الاتهامات وهي التشهير بالجيش التركي ووصف لاحقا جلسة الاستجواب بأنها «مثيرة للشفقة والمخيفة».
وصفه هيو بوب زميله فيسك في صحيفة ذي إندبندنت المستقلة بأنه «كذاب» في «معالجة حقائقه» في هذه القضية مشيرا إلى العديد من عدم الدقة في حساب فيسك.
كما غطى جون كيفنر من صحيفة نيويورك تايمز القصة نقلا عن المتحدث الرسمي باسم المارينز الملكية الرقيب ن. ب. دورانت الذي وصف الحادث بين الجنود البريطانيين والتركيين بأنه «مواجهة مكسيكية».

## ردود الفعل
احتجت المفوضية الأوروبية والعديد من الصحفيين وطالبوا بتفسير من الحكومة التركية.